# Spray.se
Spray var en svensk webbportal. Spray erbjöd bland annat webbportalen spray.se, plats för hemsida och webbmejl‑tjänsten Spray Mail.
Tidigare, men nu sålda eller nedlagda, välkända tjänster var nätdejtingtjänsten Spraydate, SPRAYdio, Skunk och Sylvia och Sylvester.
Spray var bland de första att satsa på internet i Sverige och samlade 1995 en rad unga och kreativa personer som byggde de första hemsidorna åt flera svenska storföretag.

## Historik
Jonas Svensson och Johan Ihrfelt var kollegor på Kinnevik innan de 1995 bestämde sig för att starta ett gemensamt internetkonsultföretag. De lånade en halv miljon kronor och flyttade in i ett kontor på Östermalm. Snart övertygade de även forna kollegorna Sebastian Knutsson, Michael Daun, Gunnar Lindberg Årneby och Patrik Stymne att bli medgrundare till Spray. I början hade man bland annat Expressen, Trygg Hansa och TV4 som kunder. 
Parallellt med företagets konsultrörelse började man med en internetverksamhet som bland annat innefattade sökmotorn Punkt.se och e‑posttjänsten Kurir.net (som senare blev Spray Mail). Portalen Spray.se lanserades år 1999 och samlade Sprays andra satsningar som t.ex. Spray Mejl, Spray Date, gaysajten Sylvester och SPRAYdio under parollen ”Här börjar internet”. I samband med detta gick konsultverksamheten samman med den amerikanska internetkonsulten Razorfish. Konsultverksamheten börsnoterades på Nasdaq 1999. Under de fyra år som gått sedan grundandet hade såväl antalet anställda som antalet verksamheter ökat kraftigt. Portalen spray.se var av Sveriges populäraste webbplatser. Sprays kassaflöde var vid denna tidpunkt vacklande men företaget räddades genom att 1999 ta in en halv miljard kronor från investmentbolaget Investor.
Portalen lanserades även i Norge, Tyskland, Frankrike, Italien. Man tog sig även in på den danska marknaden genom förvärv av Jubii. År 2000 blev Spray uppköpt av Lycos Europe, men namnet byttes inte ut på den svenska marknaden. År 2001 tog man sig in på ADSL-marknaden, en verksamhet som utökades 2004 då man köpte den svenska delen av Tiscali. I köpet ingick även den populära e‑posttjänsten home.se.
Hösten 2006 sålde Lycos Europe Spray.se till Allers förlag. Sprays bredbandstjänster såldes senare till Glocalnet, som i maj 2007 integrerades med företaget. Spray slogs under sommaren 2008 samman med Passagen, och ingick sedan 1 juli 2008 i bolaget SprayPassagen, företagets vd hette då Jakob Söderbaum. Bolaget SprayPassagen ägdes till hälften av Allers förlag och Eniro. Under sensommaren 2009 köptes SprayPassagen av internetentreprenören Ola Ahlvarsson och bolaget Result. 2010 börsintroducerades Spray tillsammans med mediehuset Keynote Media Group.
Under hösten 2017 såldes Spray till Edgemail AB som tog över ägandet den 1 januari 2018 och Keynote Media Group likviderades den 3 maj samma år. 2022 stängdes Spray ner efter en serverkrasch.
Efter att IT-bubblan sprack runt millennieskiftet så startade några av Sprays grundare och anställda spelföretaget King som med succén Candy Crush Saga kom att bli ett av världens största spelföretag.

### Företagskultur
Spray var under 1990-talet omtalade för sin företagskultur som, tillsammans med de andra internetkonsulterna, ansågs föra in något nytt i svenskt näringsliv. Organisationen var platt och ungdom och kreativitet premierades framför erfarenhet. Man ville inte associeras med slipsar, stelhet och hierarkier. På kontoret satt medarbetarna kvar sent in på nätterna och det fanns våningssängar för de som ville sova över. Det åktes skateboard inomhus, man hade stora fester och frontfigurerna behandlades som rockstjärnor på de populära krogarna i Stockholm.
I media höll dock Spray en lägre profil än största konkurrenterna Framfab och Icon Medialab.

## Sajter och tjänster 2008
- Spraydate
- Spray Mail
- Spray Webbhotell
- SPRAYdio
- Skunk

## Sajter och tjänster 2010
- Spraydate
- Spray Mail
- Spray Jobb
- Spray Nöje
- Spray Spel
- Spray Hälsa
- Spray Resa

## Sajter och tjänster 2015
- Spray Mail
- Spray Jobb
- Spray Horoskop
- Spray Väder
- Spraydate

## Tidigare sajter och tjänster
- Spraydate
- Sylvia och Sylvester
- SPRAYdio
- Skunk
- Spray Bilnytt